# یواس‌اس میلواکی (ال‌سی‌اس-۵)
یواس‌اس میلواکی (ال‌سی‌اس-۵) (به انگلیسی: USS Milwaukee (LCS-5)) یک کشتی است که طول آن 378.3 ft (115.3 m) می‌باشد.